# Albany Empire
Die Albany Empire war ein Arena-Football-Team aus Albany, New York, das in der Arena Football League (AFL) gespielt. Ihre Heimspiele trugen die Empire im Times Union Center aus.

## Geschichte
Die Empire wurden 2018 gegründet und starteten im gleichen Jahr in der Arena Football League. Sie sind bereits das dritte Team, das in Albany beheimatet ist nach den sehr erfolgreichen Albany Firebirds, die einst den ArenaBowl gewannen und den Albany Conquest aus der af2.
Die Gründer sind deine Gruppe um George Randolph Hearst III, dem CEO der Times Union, einer Tageszeitung aus Albany, die Namensgeber der Multifunktionsarena Times Union Center sind. Nach dem Aus des Eishockeyvereins der Albany Devils 2017, beheimatete die Arena das erste Mal seit fast 25 Jahren keine professionelle Sportmannschaft mehr.
Zum ersten Spiel der Franchise-Geschichte empfingen die Empire am 14. April 2018 die Philadelphia Soul. Das Spiel wurde vor 13.648 Zuschauern in der ausverkauften Arena mit 35:56 verloren. Nichtsdestotrotz schlossen sie die Regular Season auf dem ersten Platz mit 8 Siegen zu 4 Niederlagen ab. In der ersten Playoffrunde verloren die Empire das Rückspiel gegen den späteren ArenaBowl Sieger Washington Valor mit 40:47 und schieden damit trotz eines 57:56-Sieges im Hinspiel  aus.
In der Saison 2019 wurden die Empire nicht nur Erster der Regular Season mit 10 Siegen und 2 Niederlagen, sondern auch ArenaBowl Champion. Damit sind sie neben den Albany Firebirds 1999 bereits die zweite Franchise aus Albany, die den ArenaBowl gewinnen konnten.
Nach der Saison 2019 musste die Arena Football League Insolvenz anmelden. In diesem Zuge wurden die Brigade aufgelöst.

## Saisonstatistiken
| Jahr | Team          | Liga | S  | N | Play-offs erreicht | Play-off-Runde                                                                    |
| ---- | ------------- | ---- | -- | - | ------------------ | --------------------------------------------------------------------------------- |
| 2018 | Albany Empire | AFL  | 8  | 4 | Ja                 | N Halbfinale gg. Washington Valor 97:103                                          |
| 2019 | Albany Empire | AFL  | 10 | 2 | Ja                 | S Halbfinale gg. Baltimore Brigade 123:47 S ArenaBowl gg. Philadelphia Soul 45:27 |

## Zuschauerentwicklung
| Jahr | Team          | Zuschauerdurchschnitt |
| ---- | ------------- | --------------------- |
| 2018 | Albany Empire | 9.714                 |
| 2019 | Albany Empire | 10.053                |